# Llista de frases R
Les frases R o frases de risc és un conjunt numerat de frases i combinacions de frases usades per descriure els riscs atribuïts a una substància o preparat perillós. Es descriuen a l'Annex III de la Directiva 67/548/CE, en els idiomes oficials de la Unió Europea.
Aquestes frases també es poden categoritzar en diferents apartats segons
- Propietats fisicoquímiques
- Propietats toxicològiques
- Efectes específics sobre la salut
- Efectes sobre el medi ambient

## Frases bàsiques
- R1- Explosiu en estat sec.
- R2- Risc d'explosió per xoc, fricció, foc o altres fonts d'ignició.
- R3- Alt risc d'explosió per xoc, fricció, foc o altres fonts d'ignició.
- R4- Forma composts metàl·lics explosius molt sensibles.
- R5- Perill d'explosió en cas d'escalfament.
- R6- Perill d'explosió, en contacte o sense contacte amb l'aire.
- R7- Pot provocar incendis.
- R8- Perill de foc en contacte amb matèries combustibles.
- R9- Perill d'explosió en barrejar amb matèries combustibles.
- R10- Inflamable.
- R11- Fàcilment inflamable.
- R12- Extremadament inflamable.
- R13- Gas liquat extremadament inflamable.
- R14- Reacciona violentament amb l'aigua.
- R15- Reacciona amb l'aigua alliberant gasos extremadament inflamables.
- R16- Pot explotar en barreja amb substàncies comburents.
- R17- s'inflama espontàniament en contacte amb l'aire.
- R18- En usar-lo poden formar-se barreges aire-vapor explosives/inflamables.
- R19- Pot formar peròxids explosius.
- R20- Nociu per inhalació.
- R21- Nociu en contacte amb la pell.
- R22- Nociu per ingestió.
- R23- Tòxic per inhalació.
- R24- Tòxic en contacte amb la pell.
- R25- Tòxic per ingestió.
- R26- Molt tòxic per inhalació.
- R27- Molt tòxic en contacte amb la pell.
- R28- Molt tòxic per ingestió.
- R29- En contacte amb aigua allibera gasos tòxics.
- R30- Pot inflamar-se fàcilment en usar-lo.
- R31- En contacte amb àcids allibera gasos tòxics.
- R32- En contacte amb àcids allibera gasos molt tòxics.
- R33- Perill d'efectes acumulatius.
- R34- Provoca cremades.
- R35- Provoca cremades greus.
- R36- Irrita els ulls.
- R37- Irrita les vies respiratòries.
- R38- Irrita la pell.
- R39- Perill d'efectes irreversibles molt greus.
- R40- Possibles efectes cancerígens.
- R41- Risc de lesions oculars greus.
- R42- Possibilitat de sensibilització per inhalació.
- R43- Possibilitat de sensibilització en contacte amb la pell.
- R44- Risc d'explosió en escalfar-lo en ambient confinat.
- R45- Pot causar càncer.
- R46- Pot causar alteracions genètiques hereditàries.
- R47- Pot causar defectes de naixement.
- R48- Risc d'efectes greus per a la salut en cas d'exposició prolongada.
- R49- Pot causar càncer per inhalació.
- R50- Molt tòxic per als organismes aquàtics.
- R51- Tòxic per als organismes aquàtics.
- R52- Nociu per als organismes aquàtics.
- R53- Pot provocar efectes a llarg termini negatius en el medi ambient aquàtic.
- R54- Tòxic per a la flora.
- R55- Tòxic per a la fauna.
- R56- Tòxic per als organismes del terra.
- R57- Tòxic per a les abelles.
- R58- Pot provocar efectes a llarg termini negatius en el medi ambient.
- R59- Perillós per a la capa d'ozó.
- R60- Pot perjudicar la fertilitat.
- R61- Risc durant l'embaràs d'efectes adversos per al fetus.
- R62- Possible risc de perjudicar la fertilitat.
- R63- Possible risc durant l'embaràs d'efectes adversos per al fetus.
- R64- Pot perjudicar als nens alimentats amb llet materna.
- R65- Nociu: si s'ingereix pot causar dany pulmonar.
- R66- L'exposició repetida pot provocar sequedat o formació d'esquerdes a la pell.
- R67- La inhalació de vapors pot provocar somnolència i vertigen.
- R68- Possibilitat d'efectes irreversibles.

## Combinacions
- R14/15- Reacciona violentament amb l'aigua, alliberant gasos extremadament inflamables.
- R14/15/29- Reacciona violentament amb l'aigua, alliberant gasos tòxics, extremadament inflamables.
- R15/29- En contacte amb l'aigua, allibera gasos tòxics i extremadament inflamables.
- R20/21- Nociu per inhalació i en contacte amb la pell.
- R20/22- Nociu per inhalació i per ingestió.
- R20/21/22- Nociu per inhalació, per ingestió i en contacte amb la pell.
- R21/22- Nociu en contacte amb la pell i per ingestió.
- R23/24- Tòxic per inhalació i en contacte amb la pell.
- R23/25- Tòxic per inhalació i per ingestió.
- R23/24/25- Tòxic per inhalació, per ingestió i en contacte amb la pell.
- R24/25- Tòxic en contacte amb la pell i per ingestió.
- R26/27- Molt tòxic per inhalació i en contacte amb la pell.
- R26/28- Molt tòxic per inhalació i per ingestió.
- R26/27/28- Molt tòxic per inhalació, per ingestió i en contacte amb la pell.
- R27/28- Molt tòxic en contacte amb la pell i per ingestió.
- R36/37- Irrita els ulls i les vies respiratòries.
- R36/38- Irrita els ulls i la pell.
- R36/37/38- Irrita els ulls, la pell i les vies respiratòries.
- R37/38- Irrita les vies respiratòries i la pell.
- R39/23- Tòxic: perill d'efectes irreversibles molt greus per inhalació.
- R39/24- Tòxic: perill d'efectes irreversibles molt greus per contacte amb la pell.
- R39/25- Tòxic: perill d'efectes irreversibles molt greus per ingestió.
- R39/23/24- Tòxic: perill d'efectes irreversibles molt greus per inhalació i contacte amb la pell.
- R39/23/25- Tòxic: perill d'efectes irreversibles molt greus per inhalació i ingestió.
- R39/24/25- Tòxic: perill d'efectes irreversibles molt greus per contacte amb la pell i ingestió.
- R39/23/24/25- Tòxic: perill d'efectes irreversibles molt greus per inhalació, contacte amb la pell i ingestió.
- R39/26- Molt tòxic: perill d'efectes irreversibles molt greus per inhalació.
- R39/27- Molt tòxic: perill d'efectes irreversibles molt greus per contacte amb la pell.
- R39/28- Molt tòxic: perill d'efectes irreversibles molt greus per ingestió.
- R39/26/27- Molt tòxic: perill d'efectes irreversibles molt greus per inhalació i contacte amb la pell.
- R39/26/28- Molt tòxic: perill d'efectes irreversibles molt greus per inhalació i ingestió.
- R39/27/28- Molt tòxic: perill d'efectes irreversibles molt greus per contacte amb la pell i ingestió.
- R39/26/27/28- Molt tòxic: perill d'efectes irreversibles molt greus per inhalació, contacte amb la pell i ingestió.
- R42/43- Possibilitat de sensibilització per inhalació i per contacte amb la pell.
- R45/46- Pot causar càncer i alteracions genètiques hereditàries.
- R48/20- Nociu: risc d'efectes greus per a la salut en cas d'exposició prolongada per inhalació.
- R48/21- Nociu: risc d'efectes greus per a la salut en cas d'exposició prolongada per contacte amb la pell.
- R48/22- Nociu: risc d'efectes greus per a la salut en cas d'exposició prolongada per ingestió.
- R48/20/21- Nociu: risc d'efectes greus per a la salut en cas d'exposició prolongada per inhalació i contacte amb la pell.
- R48/20/22- Nociu: risc d'efectes greus per a la salut en cas d'exposició prolongada per inhalació i ingestió.
- R48/21/22- Nociu: risc d'efectes greus per a la salut en cas d'exposició prolongada per contacte amb la pell i ingestió.
- R48/20/21/22- Nociu: risc d'efectes greus per a la salut en cas d'exposició prolongada per inhalació, contacte amb la pell i ingestió.
- R48/23- Tòxic: risc d'efectes greus per a la salut en cas d'exposició prolongada per inhalació.
- R48/24- Tòxic: risc d'efectes greus per a la salut en cas d'exposició prolongada per contacte amb la pell.
- R48/25- Tòxic: risc d'efectes greus per a la salut en cas d'exposició prolongada per ingestió.
- R48/23/24- Tòxic: risc d'efectes greus per a la salut en cas d'exposició prolongada per inhalació i contacte amb la pell.
- R48/23/25- Tòxic: risc d'efectes greus per a la salut en cas d'exposició prolongada per inhalació i ingestió.
- R48/24/25- Tòxic: risc d'efectes greus per a la salut en cas d'exposició prolongada per contacte amb la pell i ingestió.
- R48/23/24/25- Tòxic: risc d'efectes greus per a la salut en cas d'exposició prolongada per inhalació, contacte amb la pell i ingestió.
- R50/53- Molt tòxic per als organismes aquàtics, pot provocar efectes a llarg termini negatius en el medi ambient aquàtic.
- R51/53- Tòxic per als organismes aquàtics, pot provocar efectes a llarg termini negatius en el medi ambient aquàtic.
- R52/53- Nociu per als organismes aquàtics, pot provocar efectes a llarg termini negatius en el medi ambient aquàtic.
- R68/20- Nociu: possibilitat d'efectes irreversibles per inhalació.
- R68/21- Nociu: possibilitat d'efectes irreversibles per contacte amb la pell
- R68/22- Nociu: possibilitat d'efectes irreversibles per ingestió.
- R68/20/21- Nociu: possibilitat d'efectes irreversibles per inhalació i contacte amb la pell.
- R68/20/22- Nociu: possibilitat d'efectes irreversibles per inhalació i ingestió.
- R68/21/22- Nociu: possibilitat d'efectes irreversibles per contacte amb la pell i ingestió.
- R68/20/21/22- Nociu: possibilitat d'efectes irreversibles per inhalació, contacte amb la pell i ingestió.